# Mosoeldam
De Mosoeldam, eerder bekend als Saddamdam, is de grootste stuwdam in Irak. Hij is gelegen in het noorden van het land, aan de rivier de Tigris, in de westelijke provincie Ninawa, stroomopwaarts van de Noord-Iraakse stad Mosoel.
Het door de dam gevormde stuwmeer kan maximaal 11,1 miljard m³ water bevatten. Gemeten naar dit criterium is het de op drie na grootste stuwdam van het Midden-Oosten. De dam herbergt diverse waterkrachtcentrales die 1,7 miljoen inwoners van Mosoel van elektriciteit voorzien: vier turbines van 187,5 megawatt en een pompcentrale van 250 MW. De Mosoeldam vangt het smeltwater op van de bergen in Turkije; dat land ligt zo'n 100 km ten noorden van de stuwdam.

## Bouw en inwerkingstelling van de dam
De bouw begon in 1981, nadat de regering van Saddam Hoessein de opdracht had toegekend aan een Duits-Italiaans consortium geleid door Hochtief. De ondergrond van (in water oplossend) gips, kalksteen en klei stelde grote stabiliteitsproblemen. De door de ingenieurs voorgestelde remedie werd niet gevolgd om vertraging te vermijden. Als alternatief werd een groutgalerij voorzien, die toeliet om continu inspuitingen te doen in de ondergrond. De dam was klaar in 1984 en in de lente van 1985 liet men het stuwmeer vollopen. Verschillende archeologisch interessante plaatsen verdwenen onder water. Stroomproductie begon op 7 juli 1986.

## Verslechtering van de staat van de dam
Tijdens de Amerikaanse interventie in Irak uitte het United States Army Corps of Engineers grote bezorgdheid over het mogelijke bezwijken van de dam. De aanbeveling om het waterniveau niet boven de 318 meter te laten uitstijgen, werd opgevolgd. Tussen 7 en 18 augustus 2014 was de dam bezet door rebellen van de terreurgroep Islamitische Staat. Tijdens deze korte bezetting heeft veel personeel de dam verlaten om niet meer terug te keren. Sindsdien verloopt het grouten niet meer volgens het voorziene schema van 18 keer per week.
In december 2015 belastte de regering het Italiaanse Trevi met het uitvoeren van dringende herstellingswerken. Een Amerikaanse generaal meldde in januari 2016 dat zijn land met de Iraakse regering werkt aan een calamiteitenplan voor het geval dat de dam het zou begeven. Met name de toevloed van smeltwater in de lente werd gevreesd. In maart 2016 meldde de Iraakse premier Haider al-Abadi dat de dam op instorten stond. Instorting zou kunnen leiden tot een vloedgolf van zo'n 14 meter hoog, die grote delen van Irak onder water zou zetten en die het leven van meer dan een half miljoen mensen bedreigt.

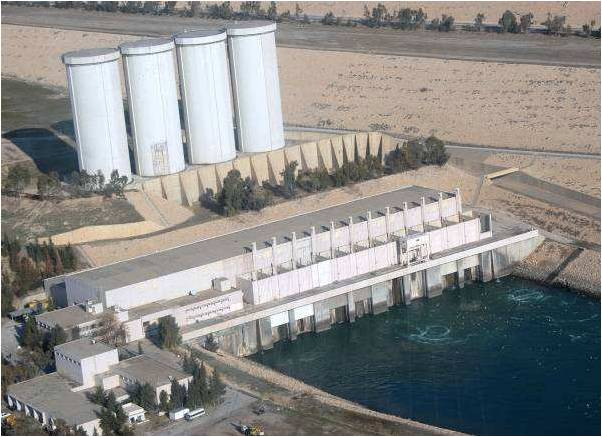
Een van de energiecentrales in de dam